# Coccura convexa
Coccura convexa är en insektsart som beskrevs av Borchsenius 1949. Coccura convexa ingår i släktet Coccura och familjen ullsköldlöss. Inga underarter finns listade i Catalogue of Life.